# Siula Grande
Il Siula Grande è una montagna che fa parte della Cordillera Huayhuash, nelle Ande Peruviane. È alta 6.344 m ed ha una cima secondaria (Siulá Chico) alta 6.260 m.

## Caratteristiche
La prima ascensione della montagna risale al 1936, e fu effettuata dai tedeschi Arnold Awerzger ed Erwin Schneider.
La montagna è diventata famosa grazie al libro La morte sospesa, scritto da Joe Simpson, che narra l'ascensione che l'autore ed il suo compagno Simon Yates effettuarono nel 1985. I due raggiunsero la vetta aprendo una nuova via sulla parete ovest, ma decisero di ridiscendere per la cresta nord, seguendo la via aperta dai primi salitori nel 1936. La discesa fu resa estremamente difficoltosa dalle avverse condizioni climatiche. Tutti i successivi salitori hanno evitato la cresta e sono tornati indietro dalla stessa parete.

## Vie di ascesa
Di seguito sono riportate alcune delle vie aperte sulla montagna, con data ed autori della prima salita:
- 28 luglio 1936: Parete nord scalata da Arnold Awerzger ed Erwin Schneider (Germania).[2][3]
- 21 giugno 1966: Obster, Schulz e Manfred Sturm attraverso la cresta nord passando dal Siula Chico (quarta ascensione assoluta)[4]
- 1985: Parete ovest scalata da Joe Simpson e Simon Yates[3]
- 1999: Touching The Void, nuova via sulla parete ovest peruviana, aperta da Carlos Buhler.[3] La salita di Buhler seguì per un lungo tratto la via originale di Simpson e Yates, e per questo motivo l'autore la ribattezzò Avoiding the Touch
- 13 luglio 2001 "Southern Discomfort", parete Sudd scalata Michel van der Spek, Jay Burbee e Jeremy Frimer
- 17 luglio 2001: Noches de "Juerga", parete ovest[3]
- 3 giugno 2002: parete nord-est, Los Rapidos aperta da Marjan Kovač e Pavle Kozjek (Slovenia)[5][6]
- 2 agosto 2006: una nuova via sulla parete est, battezzata Mis amigos aperta dai "Ragni" Lorenzo Festorazzi e Silvano Arrigoni insieme a Franco Melesi ed Eugenio Galbani: 800m di linea per 33 tiri e difficoltà fino al VII su roccia e A1 su ghiaccio.

## Siula Chico
Il Siula Chico è una cima secondaria del Siula Grande. È alto circa 6.260 m, ed è separato dal Siula Grande da un passo che raggiunge una quota di circa 6000 m. La via normale consiste nel raggiungere la sommità del Siula Grande e da qui passare alla vetta del Siula Chico; la sua prima ascensione, effettuata dal tedesco Manfred Sturm, seguì questo itinerario. Nel 2007, gli alpinisti spagnoli Jordi Corominas ed Oriol Baro ne effettuarono la seconda ascensione assoluta, aprendo una nuova via sulla parete ovest.